# Campeonato de Francia de Rugby 15 1981-82
El Campeonato de Francia de Rugby 15 1981-82 fue la 83.ª edición del Campeonato francés de rugby.
El campeón del torneo fue el equipo de Agen quienes obtuvieron su séptimo campeonato.

## Desarrollo

### Grupo A
| Grupo 1 - Bayonne - Béziers - RRC Nice - Brive - La Voulte - Biarritz - Touloun - Castres - Oloron - Avignon Saint-Saturnin | Grupo 2 - Grenoble - Stadoceste - Aurillac - La Rochelle - Carcassonne - Romans - Stade Bagnérais - US Bressane - Mont-de-Marsan - Thuir |
| Grupo 3 - Dax - Agen - Lourdes - Narbonne - Bègles - Boucau - Albi - Montauban - Valence - Mazamet                          | Grupo 1 - Angoulême - Perpignan - Pau - Toulouse - Graulhet - Montferrand - Tulle - Tyrosse - Nîmes - Périgueux                          |

### Pre-clasificación
| 1982 | Pau | 18 - 6 | Montferrand |  |  |

| 1982 | Narbonne | 19 - 12 | Toulouse |  |  |

| 1982 | Aurillac | 15 - 13 | Boucau |  |  |

| 1982 | Bègles | 25 - 3 | Graulhet |  |  |

| 1982 | Brive | 12 - 9 | Romans |  |  |

| 1982 | Carcassonne | 13 - 11 | RRC Nice |  |  |

| 1982 | La Voulte | 22 - 18 | La Rochelle |  |  |

| 1982 | Lourdes | 24 - 12 | Biarritz |  |  |

### Octavos de final
| Equipo 1   | Equipo 2    | Ida   | Vuelta |
| ---------- | ----------- | ----- | ------ |
| Agen       | Pau         | 15-10 | 9-12   |
| Narbonne   | Angoulême   | 15-18 | 24-17  |
| Perpignan  | Aurillac    | 16-18 | 15-9   |
| Dax        | Bègles      | 6-10  | 15-6   |
| Bayonne    | Brive       | 23-9  | 12-22  |
| Stadoceste | Carcassonne | 18-3  | 9-9    |
| Grenoble   | La Voulte   | 13-10 | 14-6   |
| Lourdes    | Béziers     | 9-6   | 6-7    |

### Cuartos de final
| 1982 | Agen | 35 - 6 | Narbonne |  |  |

| 1982 | Perpignan | 33 - 23 | Dax |  |  |

| 1982 | Bayonne | 13 - 6 | Stadoceste |  |  |

| 1982 | Grenoble | 12 - 9 | Lourdes |  |  |

### Semifinal
| 1982 | Agen | 15 - 4 | Perpignan |  |  |

| 1982 | Bayonne | 20 - 3 | Grenoble |  |  |

### Final
| 29 de mayo de 1982 | Agen | 18 - 9 | Bayonne | Parc des Princes, Paris |  |

| Bandera de Francia |
| Campeón Agen       |
| Séptimo título     |